# آلة مطارق إيقاعية

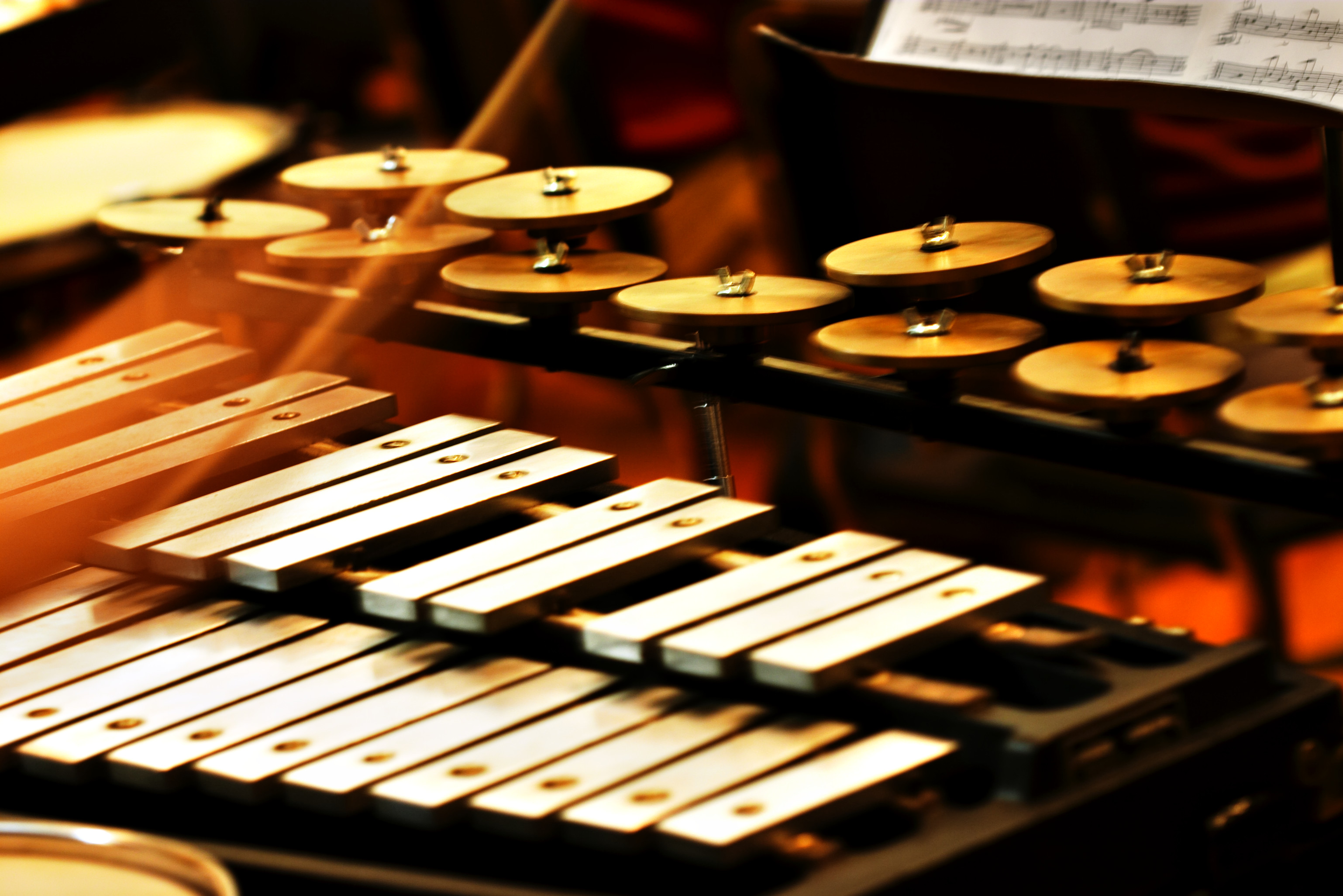
كروتاليز و غلوكنشبيل

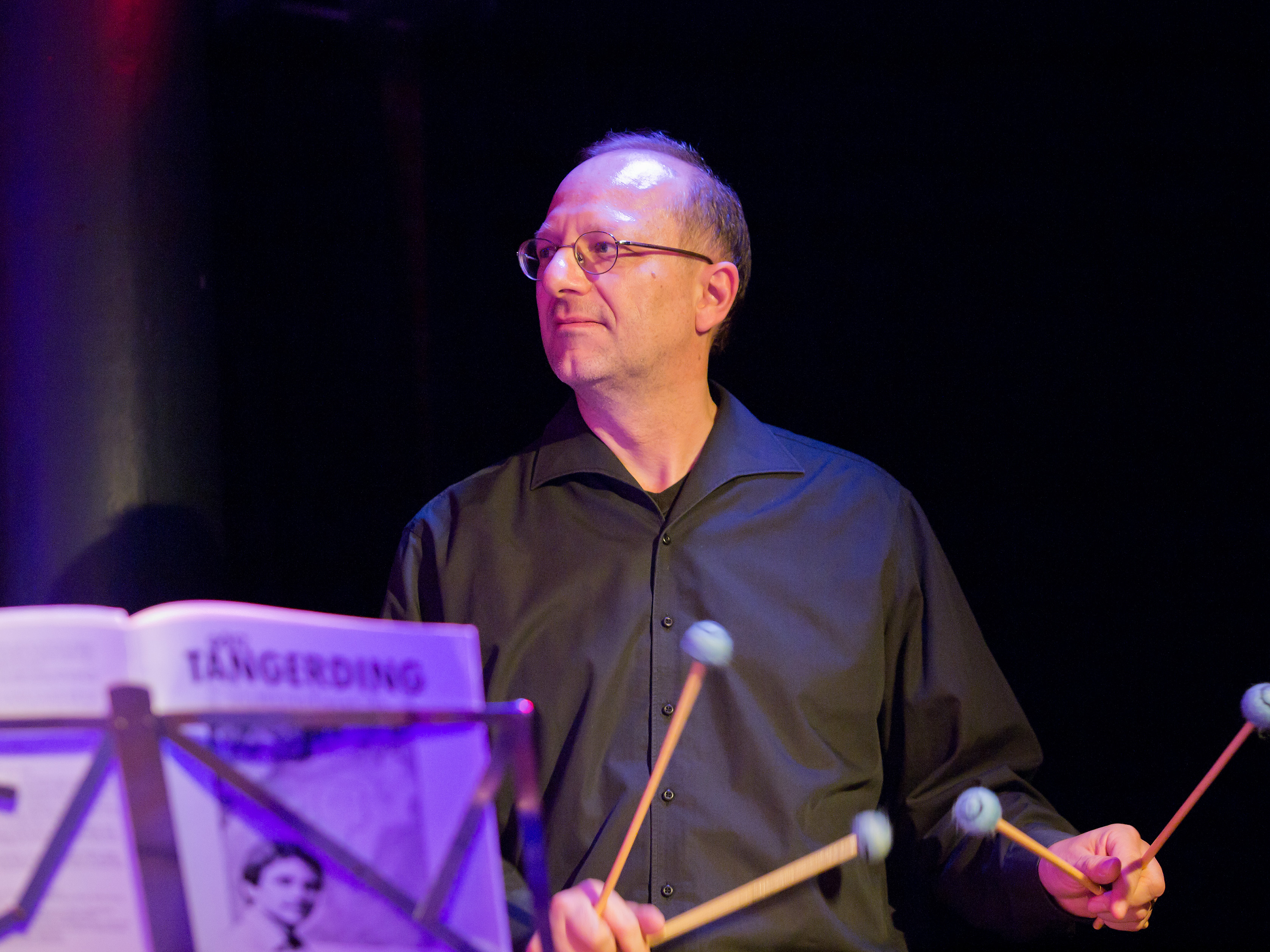
فولفغانغ لاكرشميد يعزف الفيبرافون باستعمال أربع مطارق

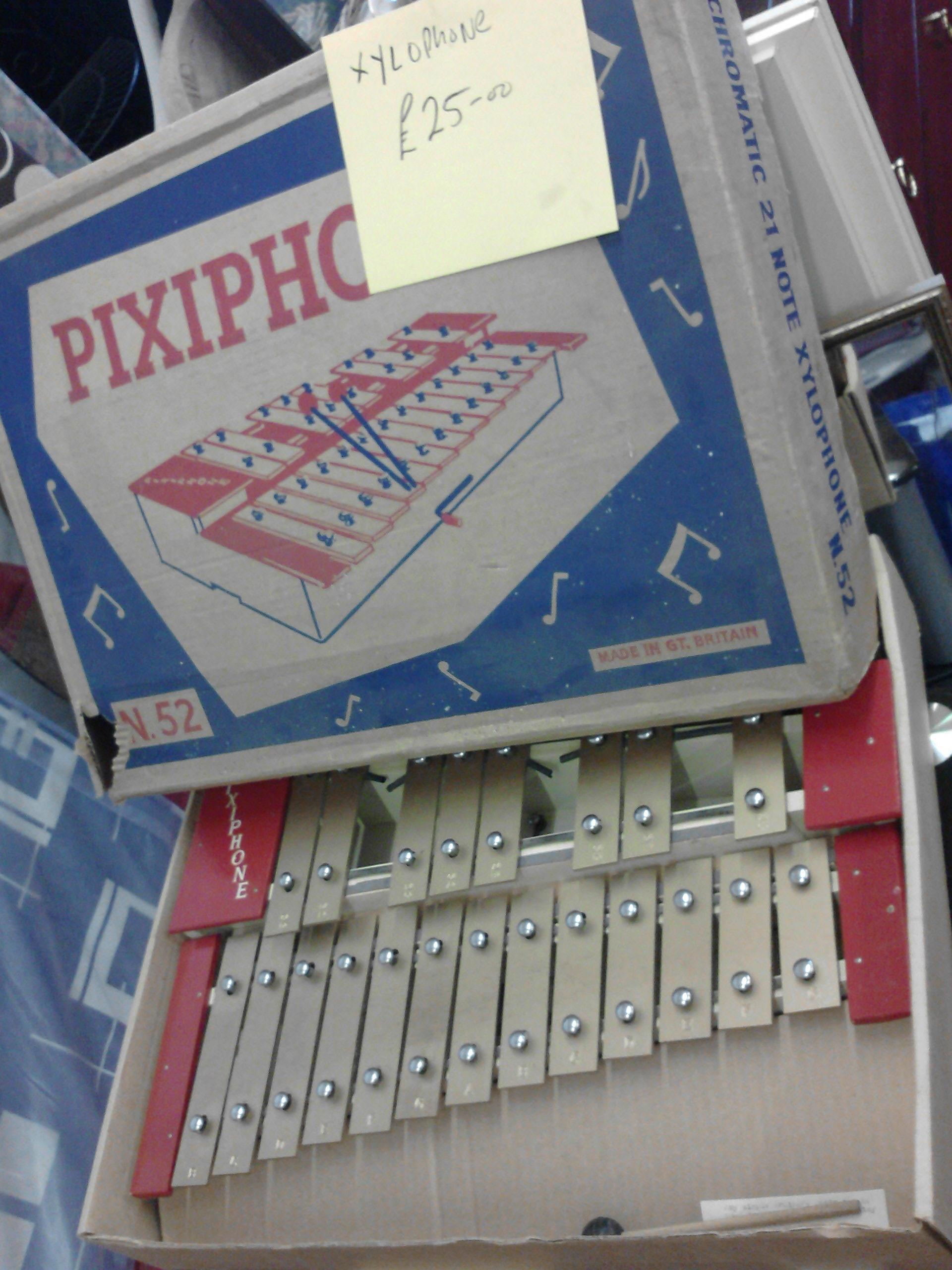
بيكسيفيون في متجر White Elephant في تروبريدج.

آلة المطارق الإيقاعة هي آلة إيقاعية لحنية تعزف بطريقة معينة باستعمال مطارق. من بين الآلات ذات المطارق:
- زيلوفون
- غلوكنشبيل
- فيبرافون
- ماريمبا
- ميتالوفون
- كروتاليز

يعود استعمال آلات المطارق إلى أول زيلوفون قبل 4000 سنة على الأقل، وقد استخدمت في الأوركسترا المعاصرة الأوربية أول مرة سنة 1874، عندما استخدم كامي سان صانز الزيلوفون في قطعته Dance Macabre.
تتنوع آلات المطارق الإيقاعية من غلوكنشبيلات اللعب مثل البيكسيفون المعروف بالزيلوفون (وهي تسمية خاطئة)، إلى آلات الأوركسترا وآلات الفولك. العديد منها دياتونية، بينما تكون آلات المطارق الإيقاعية الاحترافية عبارة عن آلات مفاتيح إيقاعية كروماتيكية يشبه تصميمها صميم آلات المفاتيح.
بالرغم من أن كل آلات المطارق الإيقاعية تعزف باستعمال أنواع من المطارق الإيقاعية، لكن لا تسمى كل الآلات التي تعزف باستعمال مطارق آلات مطارق، ولا تستعمل جميع أنواع المطارق الإيقاعية لعزف آلات المطارق. ذلك أن مصطلح مطرقة إيقاعية يستعمل بشكل واسع وقد يشير مثلا لعصي الدفية وحتى عصي الطبول والمضارب المستعملة لقرع الغونغ غير محدد الحدة.